# Pallade e Aracne
Pallade e Aracne (in tedesco: Pallas und Arachne; in inglese: Pallas and Arachne), o Aracne punita da Minerva, è uno studio a olio su tavola dell'artista fiammingo Peter Paul Rubens, completato nel 1636 o nel 1637. Si tratta di uno studio per una delle serie di dipinti che Rubens e la sua bottega dipinsero per la Torre de la Parada, andate perdute. L'opera è conservata al museo di belle arti della Virginia, a Richmond.

## Descrizione
Il dipinto ritrae la gara di tessitura tra la dea Atena e la mortale Aracne narrata nelle Metamorfosi di Ovidio. Nel mito originale, Atena e Aracne si sfidano e la dea perde, ma ella punisce Aracne lo stesso per aver insultato gli dèi non avendo riconosciuto l'origine divina delle sue competenze artistiche e avendo creato un'opera più bella della sua.
Sullo sfondo del quadro si trova un arazzo parzialmente visibile del Ratto di Europa di Tiziano, che, secondo la versione ovidiana del racconto, era il tema dell'arazzo tessuto da Aracne nella contesa con Atena.

## Influenza
La Pallade e Aracne rubensiana venne copiata da Juan Bautista Martínez del Mazo, un pittore spagnolo di epoca barocca che fu il genero di Diego Velázquez. Velázquez posizionò la copia della Pallade e Aracne di Mazo dietro di sé mentre dipingeva Las Meninas, assieme a un altro quadro su una gara diversa tra gli dèi e i mortali (l'Apollo vincitore di Marsia di Jacob Jordaens). Quindi la copia della Pallade e Aracne venne dipinta nello sfondo dell'opera Las Meninas, che sarebbe divenuta una delle tele più note e analizzate della storia dell'arte occidentale.
Una copia rubensiana dell'opera preferita di Velázquez, il Ratto di Europa tizianesco, si trovava nella collezione reale di Filippo IV. Quest'opera può essere vista nello sfondo della Pallade e Aracne, che a sua volta si trova nello sfondo de Las Meninas.